# Reinier
Reinier Jesus Carvalho (Brasília, 19 de janeiro de 2002) é um futebolista brasileiro que atua como meio-campista no Atlético Mineiro.

## Carreira

### Início
Filho de Mauro Brasília, campeão do mundo de futsal com a Seleção Brasileira, Reinier ingressou nas categorias de base do Vasco da Gama em 2011, aos nove anos de idade. Antes de ingressar no Flamengo em 2014, passou ainda pela base dos rivais Botafogo e Fluminense.

### Flamengo

#### Base
Na base do Flamengo, onde atuou entre 2014 a 2019, conquistou títulos estaduais, além do título da Copa do Brasil Sub-17 de 2018, fazendo os gols que garantiram o título ao clube rubro-negro.

#### Profissional
No dia 5 de fevereiro de 2018, Reinier assinou seu primeiro contrato profissional com o Flamengo.
Em 26 de junho de 2019, após se destacar pela Seleção Brasileira no Sul-Americano Sub-17, Reinier foi chamado pelo treinador Jorge Jesus para integrar o elenco profissional. O jogador estreou profissionalmente no dia 31 de julho, atuando numa vitória por 2–0 contra o Emelec, pelo jogo de volta das oitavas de final da Copa Libertadores da América. Reinier estreou no Campeonato Brasileiro no dia 4 de agosto, numa derrota por 3–0 contra o Bahia, fora de casa, em partida que marcou a estreia do lateral-esquerdo Filipe Luís. Já no dia 7 de setembro, marcou o seu primeiro gol como profissional na partida contra o Avaí, válida pela 18ª rodada do Brasileirão. Curiosamente, Reinier já havia feito um gol muito semelhante a esse quando jogava nas categorias de base.
No dia 9 de novembro, Reinier estendeu seu contrato com o Flamengo até 31 de outubro de 2024, com uma taxa de transferência fixada em 70 milhões de euros.
Sagrou-se campeão da Copa Libertadores da América no dia 23 de novembro, sendo um dos jogadores mais jovens a conquistar tal titulo. No dia posterior ao titulo continental, tornou-se, também, campeão do Campeonato Brasileiro.

### Real Madrid
Já no dia 20 de janeiro de 2020, o Real Madrid anunciou que o clube chegou a um acordo com o Flamengo para a transferência de Reinier, que assinou um contrato até junho de 2026. O valor da transferência foi de 30 milhões de euros.
Inicialmente, Reinier ingressou no Real Madrid Castilla. Estreou pelo Castilla no dia 23 de fevereiro de 2020, contra o Sanse, e deu uma assistência na vitória por 2–0. No total, atuou em três partidas e marcou dois gols.
No dia 26 de maio de 2020, após o retorno das atividades pós-quarentena, Reinier foi chamado pelo técnico Zinédine Zidane para integrar o elenco principal do Real Madrid.

### Borussia Dortmund

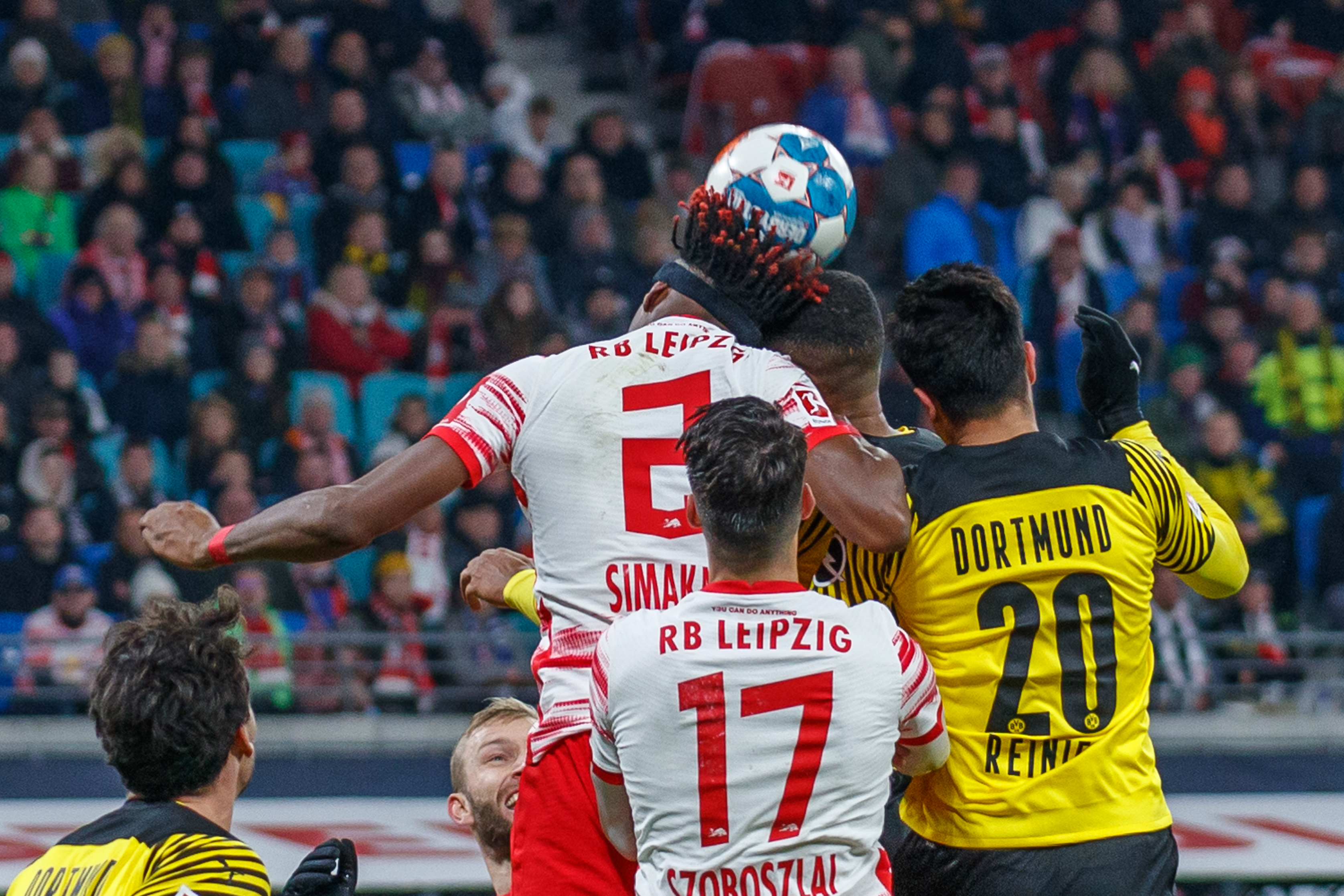
Reinier (camisa 20) disputando uma bola contra o RB Leipzig em 2021

Em 18 de agosto de 2020, Reinier foi emprestado ao Borussia Dortmund. Os clubes acertaram um acordo válido até o final da temporada 2021–22. O brasileiro foi apresentado como reforço no dia 19 de agosto, recebendo a camisa 20. Após atuar em amistosos, estreou oficialmente no dia 14 de setembro, numa goleada por 5–0 contra o Duisburg, válida pela Copa da Alemanha. Reinier marcou seu primeiro gol pelo Dortmund no dia 27 de fevereiro de 2021, em seu 11.º jogo pelo clube, uma vitória por 3–0 sobre o Arminia Bielefeld, válida pela Bundesliga.
Na Copa da Alemanha, Reinier conseguiu conquistar seu único título com a camisa do Black Yellow. O jogador participou de dois jogos na campanha vitoriosa e viu, do banco de reservas, o seu clube derrotar o RB Leipzig por 4–1.
Ao final da temporada 2021–22, o meio-campista deixou o clube alemão. Reinier dividiu o elenco com outras grandes promessas do clube. E sua saída coincidiu justamente com a debandada de Jude Bellingham e de Erling Haaland. Sabendo que era o último jogo de ambos, o Borussia agradeceu a participação de Haaland e Reinier na partida final de ambos pelo time alemão.
O brasileiro ncerrou sua passagem pelo clube alemão com 39 partidas disputadas e um gol marcado, além de uma assistência distribuída.

### Girona
No dia 17 de agosto de 2022, foi emprestado ao Girona até junho de 2023. Reinier marcou seu primeiro gol com a camisa de Girona em 9 de setembro, na vitória por 2–1 sobre o Valladolid, na abertura da quinta rodada de La Liga.
Em 20 de dezembro, o Girona confirmou que Reinier sofreu uma lesão no tendão do bíceps femoral da perna direita.
Reinier sofreu com lesões em 2022-23 e terminou sua primeira temporada pelo Girona com 18 jogos e marcou dois gols pelo time catalão, mas foi titular apenas cinco vezes.

### Frosinone
O Frosinone, da Itália, anunciou em 1 de setembro o empréstimo de Reinier, ele assinou contrato até o final da temporada 2023–24.
Em sua única temporada pelo clube, o brasileiro começou tendo bons momentos. Entre outubro e novembro, ele chegou a marcar dois gols, pela Série A e pela Coppa Itália, além de dar outras duas assistências diante o Cagliari no Campeonato Italiano. Contudo, após a chegada de 2024, o meio-campista passou a ter menos participações de gol, estufando as redes somente mais uma vez na 30ª rodada da Liga.
O jogador terminou sua passagem com 23 partidas e três gols e duas assistências, mas não foi comprado pelo clube. Sua iminente saída do clube que possuía os seus direitos era aumentada por conta do desinteresse dos Merengues de utilizá-lo. Desse modo, sua volta ao futebol brasileiro parecia acentuada, a medida que clubes do país eram colocados como possíveis destinos do atleta.

### Granada
No dia 30 de agosto de 2024, Reinier foi oficializado como novo reforço, por empréstimo, do Granada, da Espanha.

### Atlético Mineiro
Após mais de cinco anos na Europa, sem conseguir se firmar nas equipes por onde passou, Reinier negociou sua ida em definitivo para o Atlético Mineiro, marcando o retorno do jogador ao Brasil. A contratação foi "sem custos", consistindo apenas no pagamento de luvas, e o Real Madrid permanecerá com 50% dos direitos econômicos do atleta. No dia 8 de agosto de 2025, o clube mineiro oficializou a contratação de Reinier. O jogador assinou com o Galo até 31 de dezembro de 2029.

## Seleção Brasileira

### Sub-15
Reinier disputou o Campeonato Sul-Americano Sub-15 de 2017, no qual o Brasil foi vice-campeão. Reinier foi um dos destaques e marcou nas partidas contra o Equador e a Venezuela.

### Sub-17
Em 7 de março de 2018, o técnico do Brasil Sub-17, Paulo Victor Gomes, convocou Reinier para o Torneio de Montaigu, na França, no qual o Brasil terminou com o vice campeonato. Reinier foi eleito o melhor jogador deste torneio. Já no Campeonato Sul-Americano Sub-17 de 2019, no Peru, Reinier foi o capitão da Seleção Brasileira e atuou nas quatro partidas da fase de grupos, marcando três gols.
Foi convocado para a Copa do Mundo FIFA Sub-17, mas após pedido do Flamengo para a liberação, Reinier foi cortado e substituído por Pedro Lucas, do Grêmio.

### Sub-23
No dia 16 de dezembro de 2019, dias antes da estreia do Flamengo no Mundial de Clubes da FIFA, Reinier foi convocado pelo técnico André Jardine para a Seleção Olímpica, para a disputa do Pré-Olímpico, na Colômbia, em janeiro de 2020. Nele disputou três partidas em que marcou um gol e sua equipe se classificou para os Jogos Olímpicos.[carece de fontes?]

#### Olimpíadas de 2020
Em agosto de 2021, sagrou-se campeão após o Brasil vencer a Espanha na disputa da final olímpica.

## Estatísticas
Atualizadas até 5 de abril de 2021

### Clubes
| Equipe               | Temporada         | Campeonato nacional | Campeonato nacional | Campeonato nacional | Copa nacional[a] | Copa nacional[a] | Copa nacional[a] | Competições continentais[b] | Competições continentais[b] | Competições continentais[b] | Outros torneios[c] | Outros torneios[c] | Outros torneios[c] | Total | Total | Total   |
| Equipe               | Temporada         | Jogos               | Gols                | Assist.             | Jogos            | Gols             | Assist.          | Jogos                       | Gols                        | Assist.                     | Jogos              | Gols               | Assist.            | Jogos | Gols  | Assist. |
| -------------------- | ----------------- | ------------------- | ------------------- | ------------------- | ---------------- | ---------------- | ---------------- | --------------------------- | --------------------------- | --------------------------- | ------------------ | ------------------ | ------------------ | ----- | ----- | ------- |
| Flamengo             | 2019              | 14                  | 6                   | 2                   | 0                | 0                | 0                | 1                           | 0                           | 0                           | 0                  | 0                  | 0                  | 15    | 6     | 2       |
| Flamengo             | Total             | 14                  | 6                   | 2                   | 0                | 0                | 0                | 1                           | 0                           | 0                           | 0                  | 0                  | 0                  | 15    | 6     | 2       |
| Real Madrid Castilla | 2019–20           | 3                   | 2                   | 1                   | –                | –                | –                | –                           | –                           | –                           | –                  | –                  | –                  | 3     | 2     | 1       |
| Real Madrid Castilla | Total             | 3                   | 2                   | 1                   | 0                | 0                | 0                | 0                           | 0                           | 0                           | 0                  | 0                  | 0                  | 3     | 2     | 1       |
| Real Madrid          | 2019–20           | 0                   | 0                   | 0                   | –                | –                | –                | –                           | –                           | –                           | –                  | –                  | –                  | 0     | 0     | 0       |
| Real Madrid          | Total             | 0                   | 0                   | 0                   | 0                | 0                | 0                | 0                           | 0                           | 0                           | 0                  | 0                  | 0                  | 0     | 0     | 0       |
| Borussia Dortmund    | 2020–21           | 14                  | 1                   | 0                   | 2                | 0                | 0                | 2                           | 0                           | 0                           | 1                  | 0                  | 0                  | 19    | 1     | 0       |
| Borussia Dortmund    | Total             | 14                  | 1                   | 0                   | 2                | 0                | 0                | 2                           | 0                           | 0                           | 1                  | 0                  | 0                  | 19    | 1     | 0       |
| Total na carreira    | Total na carreira | 31                  | 8                   | 3                   | 2                | 0                | 0                | 3                           | 0                           | 0                           | 1                  | 0                  | 0                  | 37    | 9     | 3       |

- a. ^ Jogos da Copa do Brasil e Copa da Alemanha
- b. ^ Jogos da Copa Libertadores da América e Liga dos Campeões da UEFA
- c. ^ Jogos do Campeonato Carioca e Supercopa da Alemanha

### Seleção Brasileira
Abaixo estão listados todos jogos e gols do futebolista pela Seleção Brasileira, desde as categorias de base. Abaixo da tabela, clique em expandir para ver a lista detalhada dos jogos de acordo com a categoria selecionada.
Sub-15
| Ano   |       |      |         |       |
| Ano   | Jogos | Gols | Assist. | Média |
| ----- | ----- | ---- | ------- | ----- |
| 2017  | 2     | 2    | 0       | 1,00  |
| Total | 2     | 2    | 0       | 1,00  |

Sub-17
| Ano   |       |      |         |       |
| Ano   | Jogos | Gols | Assist. | Média |
| ----- | ----- | ---- | ------- | ----- |
| 2018  | 9     | 7    | 0       | 0,78  |
| 2019  | 4     | 3    | 0       | 1,33  |
| Total | 13    | 10   | 0       | 0,77  |

Sub-23
| Ano   |       |      |         |       |
| Ano   | Jogos | Gols | Assist. | Média |
| ----- | ----- | ---- | ------- | ----- |
| 2020  | 8     | 2    | 0       | 0,25  |
| Total | 8     | 2    | 0       | 0,25  |

Seleção Brasileira (total)
| Ano   |       |      |         |       |
| Ano   | Jogos | Gols | Assist. | Média |
| ----- | ----- | ---- | ------- | ----- |
| 2017  | 2     | 2    | 0       | 1,00  |
| 2018  | 9     | 7    | 0       | 0,78  |
| 2019  | 4     | 3    | 0       | 1,33  |
| 2020  | 8     | 2    | 0       | 0,25  |
| Total | 23    | 14   | 0       | 0,61  |

### Jogos pela Seleção
Sub-15
|    | Data                   | Local                                       | Resultado | Adversário | Gol(s) | Competição                |
| -- | ---------------------- | ------------------------------------------- | --------- | ---------- | ------ | ------------------------- |
| 1. | 8 de novembro de 2017  | Estadio Malvinas Argentinas, Mendoza        | 2–0       | Equador    | 1      | Sul-Americano Sub-15 2017 |
| 2. | 12 de novembro de 2017 | Estadio Víctor Antonio Legrotaglie, Mendoza | 3–1       | Venezuela  | 1      | Sul-Americano Sub-15 2017 |

Sub-17
|     | Data                   | Local                                | Resultado | Adversário     | Gol(s) | Competição                |
| --- | ---------------------- | ------------------------------------ | --------- | -------------- | ------ | ------------------------- |
| 1.  | 27 de março de 2018    | Montaigu                             | 8–1       | Camboja        | 2      | Torneio de Montaigu       |
| 2.  | 31 de março de 2018    | Montaigu                             | 3–3       | Inglaterra     | 1      | Torneio de Montaigu       |
| 3.  | 2 de abril de 2018     | Montaigu                             | 4–4       | Portugal       | 1      | Torneio de Montaigu       |
| 4.  | 12 de outubro de 2018  | The Weaver Stadium, Nantwich         | 2–1       | Rússia         | 0      | Torneio na Inglaterra     |
| 5.  | 14 de outubro de 2018  | The Weaver Stadium, Nantwich         | 2–3       | Estados Unidos | 1      | Torneio na Inglaterra     |
| 6.  | 18 de outubro de 2018  | New Bucks Head Stadium, Telford      | –         | Inglaterra     | 0      | Torneio na Inglaterra     |
| 7.  | 28 de novembro de 2018 | Lakewood Ranch, Flórida              | 1–0       | Turquia        | 1      | Nike Friendlies           |
| 8.  | 30 de novembro de 2018 | Lakewood Ranch, Flórida              | 0–4       | Portugal       | 0      | Nike Friendlies           |
| 9.  | 2 de dezembro de 2018  | Lakewood Ranch, Flórida              | 1–1       | Estados Unidos | 1      | Nike Friendlies           |
| 10. | 22 de março de 2019    | Estádio Universidad San Marcos, Lima | 3–2       | Paraguai       | 2      | Sul-Americano Sub-17 2019 |
| 11. | 24 de março de 2019    | Estádio Universidad San Marcos, Lima | 1–1       | Uruguai        | 0      | Sul-Americano Sub-17 2019 |
| 12. | 28 de março de 2019    | Estádio Universidad San Marcos, Lima | 3–2       | Colômbia       | 1      | Sul-Americano Sub-17 2019 |
| 13. | 30 de março de 2019    | Estádio Universidad San Marcos, Lima | 0–3       | Argentina      | 0      | Sul-Americano Sub-17 2019 |

Sub-23
|    | Data                   | Local                                              | Resultado | Adversário    | Gol(s) | Competição                         |
| -- | ---------------------- | -------------------------------------------------- | --------- | ------------- | ------ | ---------------------------------- |
| 1. | 19 de janeiro de 2020  | Estádio Centenário, Armênia, Colômbia              | 1–0       | Peru          | 0      | Torneio Pré-Olímpico Sul-Americano |
| 2. | 22 de janeiro de 2020  | Estádio Hernán Ramírez Villegas, Pereira, Colômbia | 3–1       | Uruguai       | 0      | Torneio Pré-Olímpico Sul-Americano |
| 3. | 28 de janeiro de 2020  | Estádio Centenário, Armênia, Colômbia              | 5–3       | Bolívia       | 1      | Torneio Pré-Olímpico Sul-Americano |
| 4. | 3 de fevereiro de 2020 | Estádio Alfonso López, Bucaramanga, Colômbia       | 1–1       | Colômbia      | 0      | Torneio Pré-Olímpico Sul-Americano |
| 5. | 6 de fevereiro de 2020 | Estádio Alfonso López, Bucaramanga, Colômbia       | 1–1       | Uruguai       | 0      | Torneio Pré-Olímpico Sul-Americano |
| 6. | 9 de fevereiro de 2020 | Estádio Alfonso López, Bucaramanga, Colômbia       | 3–0       | Argentina     | 0      | Torneio Pré-Olímpico Sul-Americano |
| 7. | 14 de novembro de 2020 | Estádio Al Salam, Cairo, Egito                     | 3–1       | Coreia do Sul | 1      | Amistoso                           |
| 8. | 17 de novembro de 2020 | Estádio Internacional do Cairo, Cairo, Egito       | 1–2       | Egito         | 0      | Amistoso                           |

## Títulos
Flamengo
- Campeonato Brasileiro: 2019
- Copa Libertadores da América: 2019

Borussia Dortmund
- Copa da Alemanha: 2020–21

Seleção Brasileira
- Jogos Olímpicos: 2020

### Prêmios individuais
- Melhor jogador do Torneio de Montaigu: 2018[43]
- Next Generation (60 grandes promessas do Futebol Mundial): 2019[44]